# Lincheng, Fujian
Lincheng är en köping i sydöstra Kina. Den ligger i Shanghang härad i staden Longyan i provinsen Fujian, omkring 310 kilometer väster om provinshuvudstaden Fuzhou. Antalet invånare är 75 070. Befolkningen består av 37 430 kvinnor och 37 640 män. Barn under 15 år utgör 15,0 %, vuxna 15-64 år 76 %, och äldre över 65 år 8,0 %.